# یوری اونوفرینکو
یوری اونوفرینکو (به انگلیسی: Yuri Ivanovich Onufriyenko) فضانورد اهل کشور روسیه است که در ۶ فوریهٔ ۱۹۶۱ در استان خارکف زاده شد.
وی در مأموریت سایوز تی‌ام-۲۳، میر ئی‌او-۲۱، اس‌تی‌اس-۱۰۸، اکسپدییشن ۴، اس‌تی‌اس-۱۱۱ حضور داشته است.